# Fulldome
Der Begriff Fulldome (englisch ‚Ganzkuppel‘) steht für eine immersive kuppelbasierte Projektionsumgebung, die unter anderem in Planetarien und mobilen Kuppeln eingesetzt wird.

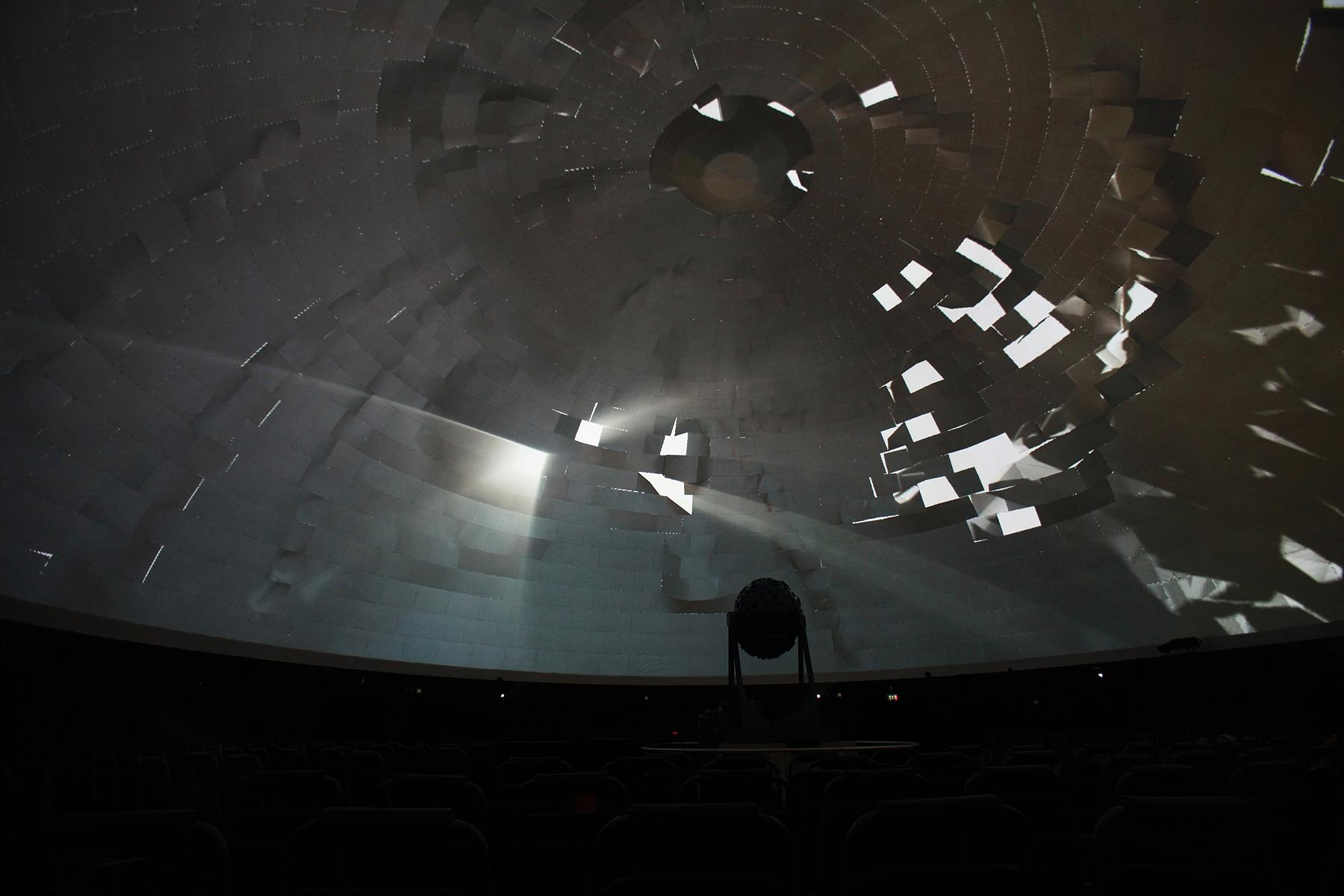
Fulldomeprojektion im Zeiss-Planetarium Jena

## Funktion
Die Projektion erfolgt auf eine halbkugelförmige Fläche, die Kuppel. Das Bild hat eine 360-Grad-Ausdehnung im Horizont sowie mindestens 180 Grad über den Zenit und umgibt den Betrachter. Die Kuppel, horizontal oder geneigt, wird mit in Echtzeit (interaktiv) oder vorgerenderten Computeranimationen oder mit realen Bild- bzw. Videoaufnahmen bespielt.
Bildmaterial im sogenannten „Fulldome-Format“ wird Domemaster genannt. Die Bilder weisen ein rundes Ausgangsformat auf.

## Anwender
Planetarien in aller Welt nutzen zunehmend die Fulldome-Technik. Auch im deutschsprachigen Raum wächst die Anzahl der Planetarien mit der Möglichkeit, Fulldome-Videos zu zeigen und interaktive Präsentationen zu bieten. Der Mediendom an der Fachhochschule Kiel ist Vorreiter in der Verifizierung des Mediums Fulldome.

## Planetarien mit Fulldome-Technik (Auswahl)
Es existieren weltweit 990 Planetarien mit Fulldome-Technik, davon allein 450 in den USA.

### Deutschland

#### Großplanetarien
- Planetarium am Insulaner
- Planetarium Bochum
- Planetarium Hamburg
- Planetarium Jena
- Planetarium Mannheim
- Planetarium Münster
- Carl-Zeiss-Planetarium Stuttgart
- Nicolaus-Copernicus-Planetarium Nürnberg

#### Weitere Planetarien
- Mediendom Kiel (kein klassisches Planetarium, da kein expliziter Sternprojektor vorhanden)
- Stellarium Erkrath[5][6]
- Minikosmos in Lichtenstein
- Planetarium Laupheim
- Menke-Planetarium der Flensburger Fachhochschule in Glücksburg
- Planetarium Drebach
- Planetarium Fulda
- Planetarium der Hans-Nüchter-Sternwarte Fulda
- Planetarium Osnabrück
- Planetarium Wolfsburg
- Planetarium der Sternwarte Neuenhaus (Fulldomeprojektion mittels Beamer in einer 5-m-Kuppel)
- Planetarium Frankfurt (Oder)
- Planetarium der Volkssternwarte Herne (Eigenbau: Beamer/Fisheye Projektion)

### Schweiz

#### Grossplanetarien
- Planetarium im Verkehrshaus der Schweiz[7]

#### Weitere Planetarien
- Planetarium Kreuzlingen[8]
- Planetarium Schaffhausen[9]
- Sternwarte und Planetarium SIRIUS, Schwanden[10]

### USA
- Adler-Planetarium

### Australien
- Melbourne-Planetarium

## Fulldome an Hochschulen
Auch verschiedene Hochschulen in Deutschland befassen sich inzwischen mit dem Fulldome-Medium:
Die Fachhochschule Kiel besitzt einen eigenen „Mediendom“, der aber auch öffentliche Programme anbietet.
In den Studiengängen Multimedia Production, Bachelor und Master, wird sich sowohl mit technischen als auch mit inhaltlichen Themen des Fulldomes auseinandergesetzt.
Auch die Fachhochschule Potsdam verfügt über eine Kuppel, den Powerdome, in dem die Nutzung der Fulldome-Technik für Informationsvisualisierung für die Bildung, zum Beispiel für Schulen und Museen, erprobt wird. Die Forschung findet hier in Zusammenarbeit mit dem Fraunhofer-Institut für Rechnerarchitektur und Softwaretechnik (FIRST) statt.
An der Bauhaus-Universität Weimar werden seit 2006 regelmäßig Projekte und Seminare über die Fulldome-Produktion angeboten. Die Bauhaus-Universität verfügt über keinen eigenen Dome, Projekte werden mit dem Zeiss-Planetarium Jena realisiert. Während dieser Zusammenarbeit entstand 2007 auch eins der bekanntesten Fulldome-Festivals weltweit, das FullDome Festival Jena.

## Fulldome Filmfestivals
- DomeFest[14], Baton Rouge, USA
- FullDome Festival, Jena, Deutschland

## Projektoren
Mehrkanalprojektionsgeräte für Fulldome sind beispielsweise Zeiss Powerdome, Evans & Sutherland Digistar 7, Sky-Skan DigitalSky 2 und Dark Matter, Kodak Minolta MediaGlobe und Spitz ElectricSky II.

## Domemaster Format

Äquidistante Projektion, 180° Krümmung

Das Domemaster-Format (oder auch Dome Master) ist der Bildstandard für das Fulldome-Medium. Es handelt sich hierbei um ein verzerrtes Kreisbild, das sich in ein quadratisches Bild einbettet und für die Ganzkuppelprojektion verwendet wird. Das Domemaster entspricht daher der Fischaugenprojektion. Hierbei kommen üblicherweise Einzelbildsequenzen in Dateiformaten wie JPG, PNG und TGA mit 29,97, 30 oder 60 Bildern pro Sekunde zum Einsatz, die für das jeweilige System in ein spezielles Videoformat innerhalb der Anlage konvertiert werden müssen. Übliche Auflösungen sind je nach System und Kuppelgröße 1k (1024x1024), 2k (2048x2048), 3k (3072x3072), 4k (4096x4096), 8k (8192x8192).
Hergestellt wird ein Domemaster bei Realbildaufnahmen durch eine Fisheye-Linse, dies sind vor allem Timelapse-Aufnahmen, die mit digitalen (meist Spiegelreflex) Kameras erstellt wurden. Selten finden sich Fünf- bzw. Multi-Kamera-Rigs im Einsatz, bei denen mehrere einzelne Kameras für jede benötigte Richtung zu einem sogenannten Rig zusammengesetzt sind und parallel filmen. Das sogenannte Stitchen erfolgt entweder live durch spezielle Echtzeitsoftware oder durch Videobearbeitungsprogramme im Nachhinein. Bei 2D- oder 3D-Animationen kommen entweder virtuelle Fünf-Kamera-Rigs oder spezielle Fulldome-Kameras, -Verzerrungsfilter bzw. -Shader, die speziell für diesen Zweck programmiert wurden, zum Einsatz. Letztere bieten den Vorteil, dass ein nachträgliches Stitchen nicht notwendig ist.

## Dateispezifikation in Entwicklung
Bisher ist die Definition eher eine gestalterische Leitlinie, um ein Bild optimal in einer Fulldome-Umgebung wiedergeben zu können. Jedoch arbeitet der Fachverband IMERSA an einer offiziellen technischen Dateispezifikation, in der Merkmale wie Verschlüsselung, Metadaten, Ton etc. berücksichtigt wird.